# Heterostriatus lerui
Heterostriatus lerui är en skalbaggsart som beskrevs av Dupuis 2006. Heterostriatus lerui ingår i släktet Heterostriatus och familjen Dynastidae. Inga underarter finns listade i Catalogue of Life.